# Gottfried Blömker
Gottfried Blömker (* 16. Februar 1890 in Kattenvenne, Bezirk Münster; † 31. Dezember 1970 in Lienen) war ein deutscher Politiker der FDP.

## Leben
Gottfried Blömker besuchte die Volksschule. Im Anschluss absolvierte er eine Ausbildung zum Landwirt. Danach war er Landwirt mit eigenem Hof in Lienen.
Er war Mitglied der FDP und vom 9. Januar 1954, als er für den ausgeschiedenen Abgeordneten Hermann Schwann nachrückte, bis zum 4. Juli 1954 Mitglied des 2. Landtages von Nordrhein-Westfalen.